# Übereinkommen über bestimmte Fragen der Kollision von Staatsangehörigkeitsgesetzen
Das Übereinkommen über bestimmte Fragen der Kollision von Staatsangehörigkeitsgesetzen (englisch Convention on Certain Questions relating to the Conflict of Nationality Laws. – Signed at The Hague, April 12th, 1930, französisch Convention concernant certaines questions relatives aux conflits de lois sur la nationalité. – Signee à La Haye, le 12 avril 1930) wurde auf der Haager Kodifikationskonferenz des Völkerbundes am 12. April 1930 geschlossen.

## Inhalt
Die Staaten kamen überein, die Staatenlosigkeit zu vermeiden und den Wechsel der Staatsangehörigkeit für die folgenden Fälle zu regeln:
- Geburt eines Kindes zweier staatenloser Elternteile
- Anerkennung der Vaterschaft eines unehelichen Kindes durch einen Staatenlosen
- Entlassung von Minderjährigen aus der Staatszugehörigkeit im Gefolge der Eltern
- Heirat und Scheidung vor dem Hintergrund der Familieneinheit und des konkurrierenden Selbstbestimmungsrechts der Frau

Grundsätze für die konsularische Vertretung und den Schutz von Doppelstaatern im Ausland sind ebenfalls enthalten.
Obwohl Frauenrechtsbewegungen für eine größere Unabhängigkeit der Staatsangehörigkeit der Frau von der des Ehemanns eingetreten waren, wurde nur ein kleiner Schritt in eine selbstständige Staatsangehörigkeit der Ehefrau gemacht. Bei einer Einbürgerung des Ehemanns sollte die Frau nunmehr nur nach ihrer Einwilligung in die neue Staatsangehörigkeit folgen. Weitere Schritte wurden erst regional mit der Konvention von Montevideo von 1933 und dann durch das UN-Abkommen über die Staatsangehörigkeit verheirateter Frauen von 1957 gemacht.

## Inkrafttreten
Das Übereinkommen trat nach Hinterlegung der 10. Ratifikationsurkunde beim Sekretariat des Völkerbundes am 1. Juli 1937 für Belgien, Großbritannien und Nordirland, Kanada, Australien, Indien, China, die Niederlande, Polen und Schweden in Kraft. Als Nichtsignatarstaaten beigetreten sind Brasilien, Monaco und Norwegen.
Kanada hat das Abkommen mit Wirkung vom 15. Mai 1996 gekündigt. Dem Übereinkommen später beigetreten sind Eswatini (früher: Swasiland) und Liberia. Im Wege der Rechtsnachfolge sind Kiribati, Lesotho, Malta, Mauritius, Pakistan, Simbabwe und Zypern Vertragsparteien geworden (Stand: 25. Januar 2025).